# Mine d'or de Berehove
La mine d'or de Berehove est une mine d'or située dans les montagnes des Carpathes, en Ukraine.

## Géographie
C'est une mine souterraine.

## Histoire
Il y a en ce lieu des traces d'exploitation depuis le XIIe siècle.

## Exploitation minière
Elle se trouve à l'est de la ville sur 514 hectares.